# Hitlisten
Hitlisten és la llista d'èxits musicals Danesa, que inclou 40 entrades, que es presenta cada dijous a la mitjanit a la seva web oficial (hitlisten.nu).
La llista de Senzills danesos, setmana, a Track Top-40 combina els 40 temes amb millors vendes a nivell de descàrregues legals de música i les vendes de Senzills ja isgui en CD o vinil. Les dades són recollides per Nielsen Music Control, que també compila la llista en nom de l'IFPI (International Federation of the Phonographic Industr, Federació Internacional de la Indústria Fonogràfica).

## 1965–1993: Llistes IFPI inicials
Aquesta llista va començar a l'abril de 1965 com una llista mensual amb els 20 discs compilats per la branca danesa de la Federació Internacional de la Indústria Fonogràfica (IFPI). Va ser publicada en diversos dels principals diaris danesos. Abans d'aquesta llista, diversos rànquings danesos van ser compilats pels diaris de la competència. A partir d'abril 1969 va passar a ser setmanal, després que la Ràdio de Dinamarca va deixar de publicar el seu rànquing setmanal dels 20 primers.
A partir del maig de 1973 fins al desembre van ser presentats 1978 senzills i àlbums en el mateix llistat, a causa d'una petició de la ràdio danesa per a incloure més varietat en la presentació de la llista. Durant aquest període només uns quants senzills va aconseguir arribar a dalt de la llista. Els formats van ser finalment separats de nou el gener de 1979.

## 1993–2001: Nielsen Music Control & IFPI
La IFPI danesa va continuar produint llistes de senzills durant els anys 1980 i 1990 tot i que va ser una època on no es van vendre molts senzills. Des de 1993 les llistes daneses han estat compilades per Nielsen Music Control (originalment AC Nielsen).

## 2001–2007: Hitlisten
La llista Hitlisten de singles danesos que consisteix en el Top-20 de Senzills i en el Top 20 de Descàrregues va ser rellançada l'1 gener de 2001 i va servir com a llistat oficial de vendes de discos danesos fins a finals d'octubre de 2007.

## 2007–present: Tracklisten/Hitlisten
La Tracklisten va ser establerta el 2 de novembre de 2007 reemplaçant els rànquings Hitlisten que van acabar a finals d'octubre de 2007. El rànquing està supervisat l'IFPI danesa i conté tres categories:
- Track Top-40 (per senzills)
- Album Top-40 (per àlbums)
- Streaming Top-20. (per senzills)

Hitlisten també continua publicant rànquings especialitzats:
- Compilation Top-10
- Bit Album Top-20
- Bit Track Top-20
- Ringtoner Top-10
- Airplay Top-20 (per emissió a la radio)
- Musik DVD Top-10
- Entertainment DVD Top-10
- TV-serie DVD Top-20

La llista de cançons també es va actualitzar de nou a la primera setmana de 2007, creant així una superposició a vegades divergent de la taula de números 1 entre Hitlisten i Tracklisten durant el període de lper l'1 de gener de 2007 i el 2 de novembre de 2007 (setmanes 1 a 42 de 2007). Per a aquest període, les taules Hitlisten segueixen sent considerades com les llistes oficials de vendes .